# Марі-Отари
Марі́-Ота́ри (рос. Мари-Отары, марій. Марий Отар) — присілок у складі Звениговського району Марій Ел, Росія. Входить до складу Ісменецького сільського поселення.
Стара назва — Марі-Отара.

## Населення
Населення — 262 особи (2010; 236 у 2002).
Національний склад (станом на 2002 рік):
- марі — 90 %